# 第一次 (專輯)
| 評論得分 | 評論得分 |
| 來源     | 評分     |
| -------- | -------- |
| AllMusic | [ 1 ]    |

《第一次》 (英語：The First Time) 是美國鄉村歌手凱爾茜·巴勒里尼的首張出道錄音室專輯。專輯在2015年5月19日由黑河娛樂發行。專輯創就三首鄉村電台榜冠軍單曲，包括《愛我像你說的》、《交往條款》和《初戀彼得潘》，令她成為首位女新人達此成就。

## 發行背景
專輯曲目列表及封面在2015年4月1日公佈。

## 單曲
《愛我像你說的》作為專輯首波主打，於2014年7月8日以數位形式發行，並於同年9月22日派往鄉村電台。歌曲普遍獲得正面評價，樂評家讚賞歌曲的製作，但批評歌詞過於性感。歌曲在告示牌熱門鄉村歌曲榜獲得前五位，並在鄉村電台榜奪得個人首支冠軍單曲。歌曲是至2012年《往事隨風》後第一首女歌手的單曲獲得第一位，也是繼卡麗·安德伍的《耶穌請與我同在》後首位女新人在鄉村電台榜以出道單曲奪得第一位。音樂錄影帶在2015年3月首播，獲得超過百萬觀看人次。
《交往條款》是專輯第二波主打，在2015年7月20日正式發行。在2016年3月，歌曲成為巴勒里尼在鄉村電台榜第二首冠軍單曲，也令她成為繼傑米·歐尼爾後第一位連續在鄉村電台榜獲得兩首冠軍單曲的女歌手。
《初戀彼得潘》在2015年5月25日作為專輯首支宣傳單曲發行，在2016年3月21日正式作為專輯第三波主打歌。她和尼克·強納斯在美國鄉村音樂學院獎共同表演此歌曲。歌曲同時在熱門鄉村歌曲榜及鄉村電台榜獲得第一位，令她成為首位達此壯舉的女歌手。
《耶，男孩》在2016年8月26日作為專輯第四主打歌並在10月10日派往鄉村電台。

## 曲目
| #  | 曲目                                  | 作曲/填詞                                             | 長度 | 備註       |
| 1  | XO                                    | 凱爾茜·巴勒里尼 卡特·格拉維特 杰拉爾德·奧布萊恩       | 2:54 |            |
| 2  | 初戀彼得潘 Peter Pan                  | 巴勒里尼 卡特·格拉維特 富雷斯特·格倫·懷特黑德 傑西·李 | 3:20 | 第三波主打 |
| 3  | 愛我像你說的 Love Me Like You Mean It | 巴勒里尼 懷特黑德 喬許·克爾 蘭斯·卡彭特               | 3:20 | 首波主打   |
| 4  | 方釘 Square Pegs                      | 巴勒里尼 喬許·奧斯伯恩 蘭斯·卡彭特 Scott Stepakoff    | 3:22 |            |
| 5  | 第一次 The First Time                 | 巴勒里尼                                              | 4;00 |            |
| 6  | 仰望星空 Looking at Stars             | 巴勒里尼 懷特黑德 Stepakoff                           | 3:18 |            |
| 7  | 愛鈴響起 Sirens                       | 巴勒里尼 懷特黑德 珍妮弗·丹麥                         | 3:26 |            |
| 8  | 二手煙 Secondhand Smoke               | 巴勒里尼 克爾 Jordyn Shellhart                        | 3:43 |            |
| 9  | 交往條款 Dibs                         | 巴勒里尼 克爾 瑞恩·格里芬 傑森·杜克                   | 3:03 | 第二波主打 |
| 10 | 高跟鞋 Stilettos                      | 巴勒里尼 懷特黑德 凱文·薩維格                         | 3:26 |            |
| 11 | 耶，男孩 Yeah Boy                     | 巴勒里尼 懷特黑德 Keesy Timmer                        | 3:14 | 第四波主打 |
| 12 | 未成年 Underage                       | 巴勒里尼 克爾 Stepakoff                               | 3:12 |            |

### 沃爾瑪豪華版附加曲目
| #  | 曲目                      | 作曲/填詞         | 長度 | 備註   |
| 13 | 耶，男孩 Yeah Boy         |                   |      | 原聲版 |
| 14 | 走出憂鬱 Out of the Blues | 巴勒里尼 懷特黑德 |      |        |

### 英國版附加歌曲
| #             | 曲目                                  | 長度 | 備註   |
| 13            | 愛我像你說的 Love Me Like You Mean It | 3:02 | 原聲版 |
| 14            | 交往條款 Dibs                         | 3:09 | 原聲版 |
| 15            | 初戀彼得潘 Peter Pan                  | 3:10 | 原聲版 |
| 16            | 第一次 The First Time                 | 3:32 | 原聲版 |
| 總長度: 53:11 |                                       |      |        |